# Sada Thompson
Sada Carolyn Thompson (Des Moines, 27 september 1927 - Danbury, 4 mei 2011) was een Amerikaans actrice. Ze werd in zowel 1977, 1979 als 1980 genomineerd voor een Golden Globe voor haar hoofdrol als Kate Lawrence in de dramaserie Family. Ook werd ze hiervoor in zowel 1977, 1978, 1979 als 1980 genomineerd voor een Primetime Emmy Award, waarbij ze die in 1978 daadwerkelijk kreeg toegekend. Thompson won daarnaast zowel een Tony als een Drama Desk Award voor haar hoofdrol in het toneelstuk Twigs en werd van 1976 tot en met 1995 ook vijf keer genomineerd voor een Emmy Award voor rollen buiten die in Family.
Thompson maakte in 1954 haar acteerdebuut tijdens een aflevering van de anthologieserie Goodyear Television Playhouse. Haar eerste filmrol volgde in 1971, als Ruth Lawrence in de dramafilm The Pursuit of Happiness.

## Carrière
Thompsons acteerloopbaan speelde zich voor de camera's voornamelijk af op het televisiescherm. Ze had rollen als wederkerende personages in verschillende televisieseries, waarvan die als huisvrouw en moeder Kate Lawrence in Family veruit het omvangrijkst was. Ook speelde ze in tien televisiefilms, tegenover drie films die uitkwamen in de bioscoop. Daarnaast had Thompson eenmalige gastrollen in verschillende andere televisieseries. Voorbeelden daarvan zijn Cheers (in 1991) en Law & Order (1995).

## Filmografie
*Exclusief televisiefilms
- Pollock (2000)
- The Patron Saint of Liars (1998, televisiefilm)
- Any Mother's Son (1997, televisiefilm)
- Indictment: The McMartin Trial (1995, televisiefilm)
- Fear Stalk (1989, televisiefilm)
- Home Fires Burning (1989, televisiefilm)
- Fatal Confession: A Father Dowling Mystery (1987, televisiefilm)
- My Two Loves (1986, televisiefilm)
- Princess Daisy (1983, televisiefilm)
- Our Town (1977, televisiefilm)
- The Entertainer (1976, televisiefilm)
- Desperate Characters (1971)
- The Pursuit of Happiness (1971)

## Televisieseries
*Exclusief 10 eenmalige gastrollen
- Queen (1993, televisieserie)
- American Playhouse - Verschillende (1983-1990, vier afleveringen)
- The Love Boat - Laura Jameson (1986, twee afleveringen)
- Marco Polo - Aunt Flora (1982, twee afleveringen - miniserie)
- Family - Kate Lawrence (1976-1980, 86 afleveringen)
- Lincoln - Mary Todd Lincoln (1974-1976, vijf afleveringen)

## Privé
Thompson trouwde in 1949 met Donald Stewart, met wie ze samenbleef tot aan haar overlijden. Samen kregen ze dochter Elizabeth 'Liza' Stewart, die voor film en televisie ging werken als kostuumontwerpster.
- Bibliothèque nationale de France: cb16562135h (data)
- Catàleg d'autoritats de noms i títols de Catalunya: 981058617456606706
- Gemeinsame Normdatei: 130163902
- International Standard Name Identifier: 0000 0000 4394 9209
- Library of Congress Control Number: no90001350
- Nationale Bibliotheek van Israël: 987008914673705171
- SNAC: w6q9470v
- Système universitaire de documentation: 074500678
- Virtual International Authority File: 46318983
- WorldCat: E39PBJmp8v7dwVKfJf6WW4GPwC